# Коссерия
Коссерия (итал. Cosseria) — коммуна в Италии, располагается в регионе Лигурия, в провинции Савона.
Население составляет 1058 человек (2008 г.), плотность населения составляет 77 чел./км². Занимает площадь 14 км². Почтовый индекс — 17017. Телефонный код — 0195.
Покровителем коммуны почитается святой апостол Варфоломей, празднование 24 августа.

## Демография
Динамика населения:

## Администрация коммуны
- Официальный сайт: http://www.comune.cosseria.sv.it/